# Munna pellucida
Munna pellucida är en kräftdjursart som beskrevs av Gurjanova 1930. Munna pellucida ingår i släktet Munna och familjen Munnidae. Inga underarter finns listade i Catalogue of Life.